# Francisco Salzano
Francisco Mauro Salzano (Cachoeira do Sul, 27 de julho de 1928 – Porto Alegre, 28 de setembro de 2018) foi um geneticista, pesquisador e professor universitário brasileiro. 
Grande oficial da Ordem Nacional do Mérito Científico e membro da Academia Brasileira de Ciências, Francisco foi o precursor e pioneiro na pesquisa genética no Brasil e professor emérito da Universidade Federal do Rio Grande do Sul.

## Biografia
Nascido em Cachoeira do Sul, em 1928, seu pai, que era médico e diretor da Secretaria de Saúde, desejava que o filho também se tornasse médico, mas Francisco não passou no vestibular. Conseguiu ingressar no curso de história natural da Universidade Federal do Rio Grande do Sul (UFRGS), que serviu como porta de entrada para a área biológica nos anos 1940. Quando estava no terceiro ano da faculdade, Francisco se interessou por zoologia e depois se interessou por um campo novo, a genética. A convite do professor Antonio Rodrigues Cordeiro, que começava a estudar genética, Francisco estagiou em seu laboratório e começou a pesquisar nessa área, tornando sua profissão pelas décadas seguintes.
Era professor emérito e colaborador no Departamento de Genética do Instituto de Biociências da Universidade Federal do Rio Grande do Sul e membro do Núcleo Permanente do Programa de Pós-Graduação em Genética e Biologia Molecular.

## Prêmios e Distinções
Salzano já recebeu várias homenagens. Em 1994, o governo brasileiro lhe concedeu a maior distinção nacional para cientistas, o Prêmio Almirante Álvaro Alberto para Ciência e Tecnologia. Também recebeu à condecoração Grã-Cruz da Ordem Nacional do Mérito Científico - Presidente da República do Brasil - jun/1995. Recebeu em 1997 e 1999 os prêmios "Annual Award" e o "Franz Boas High Achievement Award" das "Ibero-American Society of Human Genetics" e "Human Biology Association", respectivamente. Mais recentemente o título de Doutor Honoris Causa, da Universidade Paul Sabatier (Toulouse III), França/2010. Recebeu também  mais 20  outros prêmios. É membro estrangeiro da Academia Nacional de Ciência dos Estados Unidos desde 1999 e da Academia Brasileira de Ciências desde 1973.

## Publicações e formação de recursos humanos
Possui mais de 449 artigos completos publicados em periódicos indexados internacionais, e 117 artigos gerais e de divulgação científica. Somente neste ano de 2010 ele é citado como autor/coautor de 21 trabalhos. Escreveu 18 livros e 52 capítulos de livros.  Dentre os livros destacam-se "The Evolution and Genetics of Latin American Populations" (2002; Cambridge University Press)  em colaboração com a pesquisadora e colega de departamento Maria Cátira Bortolini, e o livro "South American Indians: A case study in Evolution" (1988; Clarendon Press) em colaboração com a pesquisadora e colega Sídia Maria Calegari-Jacques. Até o momento, contribuiu para a formação de 44 doutores e 43 mestres.

## Morte
Francisco morreu na madrugada do dia 27 de setembro de 2018, aos 90 anos, e foi velado na capela do Cemitério João XXIII, em Porto Alegre, onde foi sepultado.